# Peter Benchley
Peter Bradford Benchley (* 8. Mai 1940 in New York; † 11. Februar 2006 in Princeton, New Jersey) war ein US-amerikanischer Autor.

## Leben
Benchley entstammte einer New Yorker Schriftstellerfamilie; sein Vater Nathaniel Benchley war ein erfolgreicher Kinder- und Jugendbuchautor, sein Großvater Robert Benchley ein berühmter Humorist und Schauspieler. Ende der 1950er Jahre studierte Peter Benchley in Harvard, graduierte 1961 und war als Journalist für die „Washington Post“ und für „Newsweek“ tätig. Später arbeitete er unter anderem als Redenschreiber für den US-Präsidenten Lyndon B. Johnson.
Peter Benchley hatte 1974 seinen größten Erfolg mit seinem Werk „Der weiße Hai“ (Jaws), das ein weltweiter Bestseller wurde und sich über 20 Millionen Mal verkaufte. Benchley verarbeitete in diesem Buch Vorfälle, die sich während der Haiangriffe an der Küste von New Jersey (1916) ereignet hatten. Das Buch wurde 1975 von Steven Spielberg verfilmt; Benchley spielte in dem Film eine kleine Nebenrolle. Durch den Film und seinen Roman schürte er die Angst der Menschen vor Haien, was er sein Leben lang bereute. Benchley versuchte bis zu seinem Tod, die Menschen über Haie aufzuklären.
Benchley starb 65-jährig an den Folgen einer Lungenkrankheit.

## Auszeichnungen
- 1976 Nominierung „BAFTA Film Award“ für das beste Drehbuch „Der weiße Hai“ (mit Carl Gottlieb)
- 1976 Nominierung „Golden Globe“ für das beste Drehbuch „Der weiße Hai“ (mit Carl Gottlieb)
- 1976 Nominierung „Writers Guild of America“ für „Der weiße Hai“ (mit Carl Gottlieb)

## Werke (Auswahl)
Belletristik
- Der weiße Hai. Roman („Jaws“). Ullstein, Frankfurt/M. 1977, ISBN 3-548-03320-2.
  - ungekürzte Ausgabe übersetzt von Vanessa Wieser und Walter Hartmann: Milena-Verlag, Wien 2013, ISBN 978-3-85286-236-1.
- Freibeuter des Todes. Roman („The island“). Ullstein, Frankfurt/M. 1980, ISBN 3-550-06310-5.
- Der Berg der Fische. Roman („The girl of the sea of Cortez“). Ullstein, Berlin 1982, ISBN 3-550-06361-X.
- Beast – Schrecken der Tiefe. Roman („Beast“). Ullstein, Berlin 1992, ISBN 3-550-06091-2.
- Shark – Die Rückkehr des Weißen Hais. Roman („White Shark“). Ullstein, Berlin 1995, ISBN 3-550-06733-X (keine Fortsetzung von Der Weiße Hai).
- Das Riff. Roman („The deep“). Ullstein, Frankfurt/M. 1977, ISBN 3-550-06265-6.
- Q-Clearance – streng geheim. Thriller („Q Clearance“). Ullstein, Frankfurt/M. 1989, ISBN 3-548-22140-8.

Sachbücher
- Haie. Die scheuen Räuber der Meere („Shark trouble“). Marebuchverlag, Hamburg 2003, ISBN 3-936384-79-7.

## Verfilmungen
- 1975: Der weiße Hai (Jaws)
- 1977: Die Tiefe (The Deep)
- 1980: Freibeuter des Todes (The Island)
- 1995: The Beast – Unheimliche Tiefe (Cruel Jaws – Fauci crudeli)
- 1997: Beast – Schrecken der Tiefe (The Beast)
- 1998: Creature – Tod aus der Tiefe (Creature)
- 1999: Amazonas – Gefangene des Dschungels (Amazon)